# Synaphosus shirin
Synaphosus shirin är en spindelart som beskrevs av Ovtsharenko, Levy och Norman I. Platnick 1994. Synaphosus shirin ingår i släktet Synaphosus och familjen plattbuksspindlar.
Artens utbredningsområde är Iran. Inga underarter finns listade i Catalogue of Life.